# Wanfrieder Schlagd (Hann. Münden)

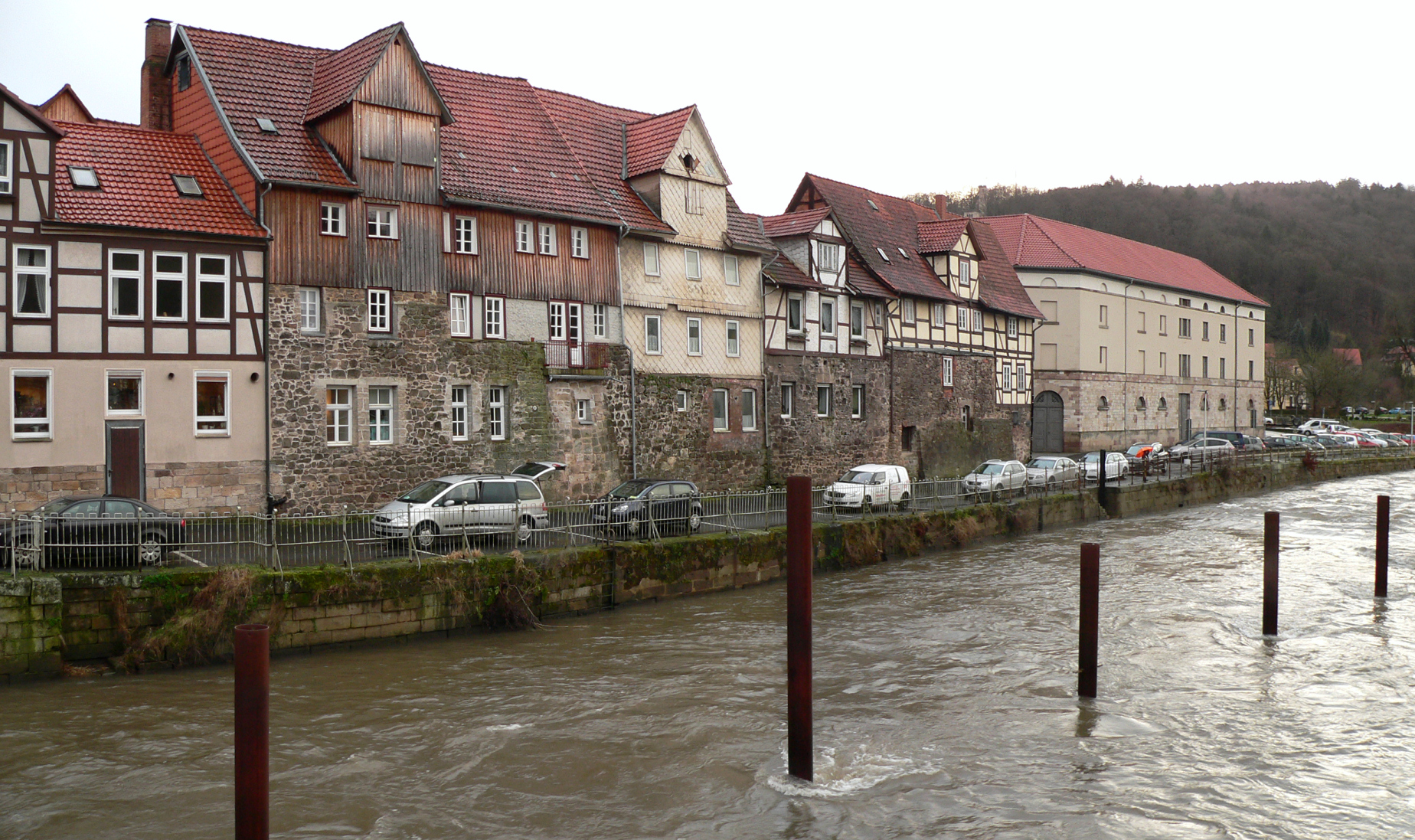
Die Wanfrieder Schlagd mit Mauerhäusern auf der früheren Stadtmauer, rechts der Packhof

Die Wanfrieder Schlagd ist ein etwa 130 Meter langer Straßenzug in der Altstadt von Hann. Münden, der parallel zum Ufer der Werra verläuft. Gleichzeitig handelt es sich um eine historische Schlagd, die ebenso wie die
Bremer und Kasseler Schlagd, über Jahrhunderte als Schiffsanlegestelle, Warenumschlags- und Handelsplatz diente.

## Name
Der Name Schlagd kommt von slagte für das Einschlagen von Uferpfählen, die mit Balken und Faschinenflechtwerk miteinander verbunden wurden und dadurch für die Uferbefestigung sorgten. Die Bezeichnung stammt aus dem Niederdeutschen und ist in anderer Form, wie im ursprünglicheren Schlacht, für ähnliche Uferbereiche im gesamten norddeutschen Raum verbreitet. Die Schlagd wurde nach dem Ort Wanfried benannt, da die Werra von Münden bis zu diesem etwa 70 Flusskilometer flussaufwärts gelegenen Ort für damalige Schiffe schiffbar war.

## Lage
Die Wanfrieder Schlagd beginnt im Westen an der Schlagdspitze, die sie mit der Bremer Schlagd bildet. Diese Spitze liegt am nordwestlichsten Punkt der Altstadt, wo der rechte Fuldaarm und der linke Werraarm zusammenfließen und die Kleine Weser zwischen dem Tanzwerder und dem Doktorwerder bilden. Nach Osten verläuft die Wanfrieder Schlagd bis zur Alten Werrabrücke.

## Geschichte

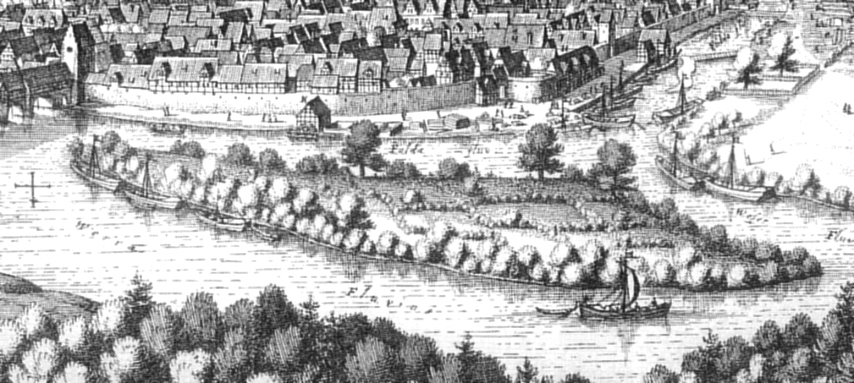
Die Wanfrieder Schlagd zwischen der Alten Werrabrücke links und der Schlagdspitze mit dem Alten Sydekum rechts, im Vordergrund der Doktorwerder (Merian-Kupferstich von 1654)

Das 1247 verliehene Mündener Stapelrecht verhalf der an den drei Flüssen Weser, Werra und Fulda gelegenen Stadt Münden zu wirtschaftlicher Blüte und anhaltendem Wohlstand. Die anfangs wahrscheinlich aus Holzbefestigungen bestehenden Schiffsanlegestellen wurden in den 1580er Jahren mit Mauerwerk befestigt, damit Schiffe bequem anlegen und Güter sicher aufbewahrt werden konnten. Herzog Erich II. verlieh der Stadt im 16. Jahrhundert das Recht auf die Erhebung von Schlagdgeld, da der Ausbau und die Instandhaltung der Schlagdanlagen hohe Kosten verursachte. Auf der Wanfrieder Schlagd wurde der Schiffsverkehr zwischen Wanfried und Münden abgewickelt. Der Umschlagplatz war an dieser Stelle von jeher notwendig wegen der felsigen Untiefe des Werrahohl im Flussbett. Schiffe mussten erst entladen werden und konnten die Werra nur unbeladen mit geringem Tiefgang passieren. Das über Jahrhunderte bestehende Schifffahrtshindernis, das die Grundlage für das Stapelrecht war, wurde erst in den 1880er Jahren durch den Bau einer Schleuse beseitigt. Die Wanfrieder Schlagd war da schon bedeutungslos, weil die Schifffahrt auf der Werra 1873 zum Erliegen kam. Das übrige tat das Aufkommen der Eisenbahn, die 1856 als Hannöversche Südbahn die Städte Kassel und Hannover verband. 1905 wurden die Schlagden als Schiffsanlegestellen aufgegeben. Danach lief der Frachtverkehr auf der Weser über die 1906 errichtete Weserumschlagstelle.

## Heute

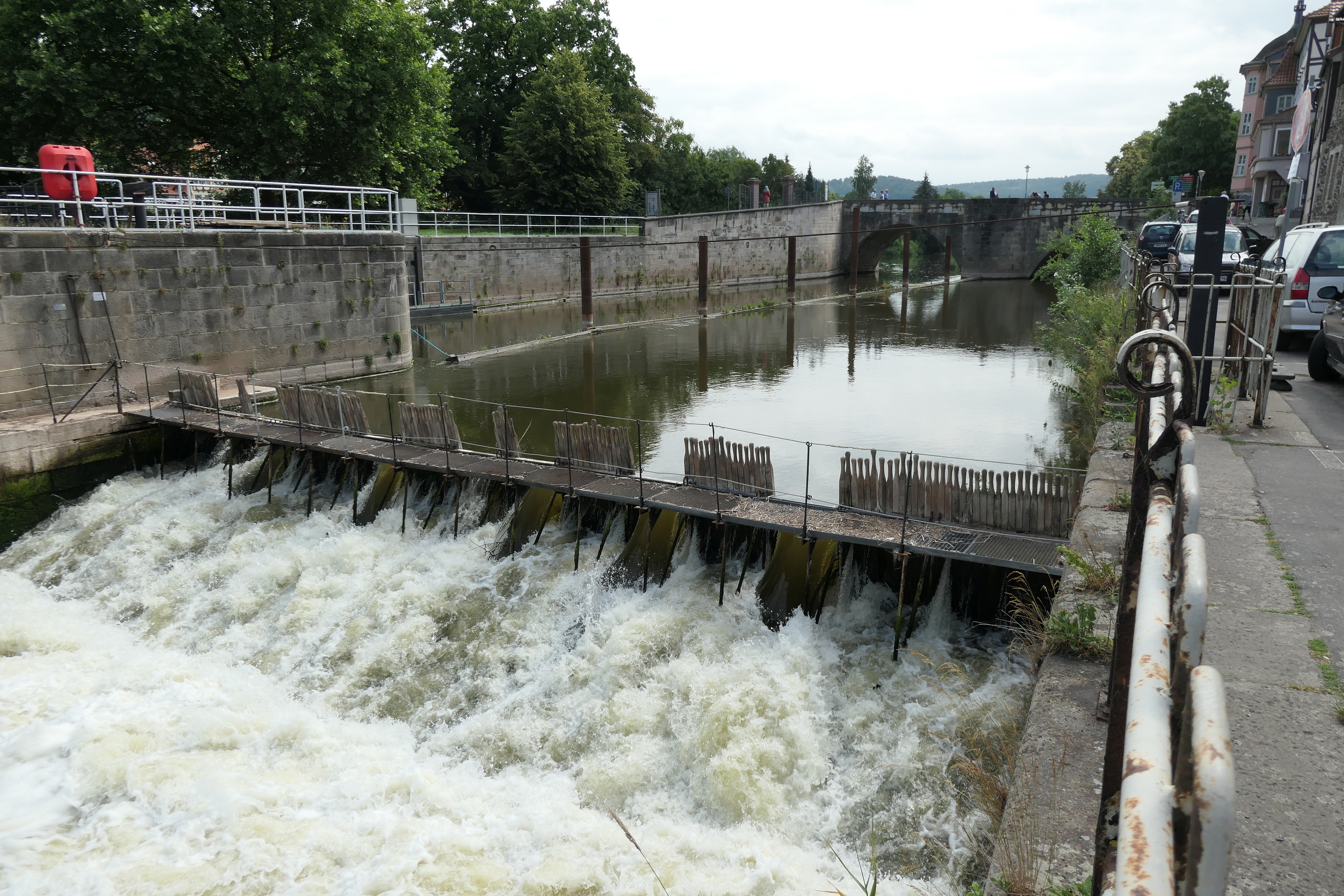
Nadelwehr an der Wanfrieder Schlagd

Als Schnittpunkt zwischen der Stadt und den Flüssen stellen die historischen Schlagden in Hann. Münden aus denkmalpflegerischer Sicht ein Dokument des Handels und der Schifffahrt dar. Heute bilden die drei Schlagdbereiche gemeinsam mit den beiden Packhöfen, den Stadtmauerhäusern, der Alten Werrabrücke, dem Nadelwehr und den Werdern (Doktor-, Esels- und Tanzwerder) ein städtebaulich signifikantes und eindrucksvolles Ensemble. Nach dem Niedergang der Schlagden als Warenumschlagsplätze Ende des 19. Jahrhunderts wurden sie im Laufe des 20. Jahrhunderts zu Verkehrsflächen mit Parkplätzen degradiert. Auf diesen Missstand wies ein von der Stadt in Auftrag gegebenes Integriertes Städtebauliches Entwicklungskonzept (ISEK) von 2008 hin und empfahl wegen ihres touristischen Potenzials eine Sanierung sowie Umgestaltung der Schlagden. Die Planungen zur Umgestaltung der Wanfrieder Schlagd unter Bürgerbeteiligung begannen 2016.
2021 wurde Planungen bekannt, an der Wanfrieder Schlagd eine Anlage zur Erzeugung einer stehende Welle zum Flusssurfen zu bauen. Vorbilder sind die Leinewelle in Hannover und die Eisbachwelle in München. 2024 genehmigte das NLWKN die Flusswelle, deren Baukosten auf 400.000 Euro geschätzt werden. Der Bau könnte 2025 beginnen. Die Welle soll unterhalb des Nadelwehrs entstehen.